# مامان، من می‌خواهم آواز بخوانم!
مامان، من می‌خواهم آواز بخوانم! (به انگلیسی: Mama, I Want to Sing!) فیلمی محصول سال ۲۰۱۲ و به کارگردانی چارلز راندولف-رایت است. در این فیلم بازیگرانی همچون سی‌یرا، لین ویتفیلد، پتی لابل، جوانیتا باینوم، هیل هارپر، بیلی زین و بن ورین ایفای نقش کرده‌اند.